# 클로파지민
클로파지민(Clofazimine, 브랜드명: Lamprene)은 나병을 치료하기 위해 리팜피신과 댑손과 함께 사용되는 약물이다. 특히 다세균성(MB) 나병과 나성결절홍반에 사용된다. 미국에서 클로파지민은 희귀의약품으로 간주되어 약국에서 구할 수 없다.